# Liste des satellites Spacebus
Cet article présente la liste complète des satellites Spacebus avec leurs caractéristiques principales, non confidentielles.
Le coût de certains des modèles peut apparaître parfois dans des articles de presse. Il est de l'ordre de 100 M€. Le total représente un chiffres d'affaires important du constructeur, Aerospatiale, à partir des années 1980, devenu Alcatel Space en 1998, puis Alcatel Alenia Space en 2006, maintenant Thales Alenia Space.
Tous ces satellites ont été exportés depuis l'aéroport de Nice-Côte d'Azur, un montant important pour la balance commerciale française, et les taxes collectées par la douane, faisant du Centre spatial de Cannes - Mandelieu, l'un des tout premiers exportateurs du département des Alpes-Maritimes.

## Spacebus 100
| N° | Date Contrat | Satellite  | Client  | Masse (kg) | Charge utile | Lanceur                               | Lancement       | Fin mission | Commentaire           |
| -- | ------------ | ---------- | ------- | ---------- | ------------ | ------------------------------------- | --------------- | ----------- | --------------------- |
| 1  | 25 mai 1981  | Arabsat-1A | Arabsat | 1170       | 25C + 2S     | Ariane 3 V12                          | 8 février 1985  | 1991        | Orbite de rebut       |
| 2  | 25 mai 1981  | Arabsat-1B | Arabsat | 1270       | 25C + 2S     | Navette spatiale Discovery (STS-51-G) | 17 juin 1985    | oct 1992    | Orbite de rebut       |
| 3  | 25 mai 1981  | Arabsat-1C | Arabsat | 1360       | 25C + 2S     | Ariane 44L V49                        | 26 février 1992 | 1997        | vendu 1997→ Insat 2DT |

## Spacebus 300
| N° | Date contrat      | Satellite   | Client              | Masse (kg) | Charge utile | Lanceur         | Lancement        | Fin mission    | Commentaire                   |
| -- | ----------------- | ----------- | ------------------- | ---------- | ------------ | --------------- | ---------------- | -------------- | ----------------------------- |
| 1  | 14 juillet 1982   | TVSAT-1     | Deutsche Bundespost | 2077       | 5 Ku 230 W   | Ariane 2 V20    | 21 novembre 1987 | pas de mission | Panne satellite dès lancement |
| 2  | 14 juillet 1982   | TDF-1       | TDF                 | 2136       | 5 Ku 230 W   | Ariane 2 V26    | 28 octobre 1988  | fin 1995       | Orbite de rebut               |
| 3  | 10 août 1983      | Tele-X (en) | SSC                 | 2142       | 5 Ku 230 W   | Ariane 2 V30    | 2 avril 1989     | mi-1996        | Orbite de rebut               |
| 4  | 14 juillet 1982   | TVSAT-2     | Deutsche Bundespost | 2130       | 5 Ku 230 W   | Ariane 44LP V33 | 8 août 1989      | mi-1996        | Orbite de rebut               |
| 5  | 30 septembre 1985 | TDF-2       | TDF                 | 2096       | 5 Ku 230 W   | Ariane 44L V37  | 24 juillet 1990  | mi-1997        | Orbite de rebut               |

## Spacebus 2000
| N° | Contrat          | Satellite       | Client       | Masse (kg) | Charge utile | Lanceur         | Lancement       | Fin mission | Commentaire                     |
| -- | ---------------- | --------------- | ------------ | ---------- | ------------ | --------------- | --------------- | ----------- | ------------------------------- |
| 1  | 6 mai 1986       | Eutelsat II-F1  | Eutelsat     | 1878       | 16 Ku        | Ariane 44LP V38 | 30 août 1990    | 1998        | Orbite de rebut                 |
| 2  | 6 mai 1986       | Eutelsat II-F2  | Eutelsat     | 1878       | 16 Ku        | Ariane 44L V41  | 15 janvier 1991 | 2001        | Orbite de rebut                 |
| 3  | 6 mai 1986       | Eutelsat II-F3  | Eutelsat     | 1674       | 16 Ku        | Atlas II        | 7 décembre 1991 | 1998        | Orbite de rebut                 |
| 4  | 13 juin 1986     | Eutelsat II-F4  | Eutelsat     | 1877       | 16 Ku        | Ariane 44L V51  | 9 juillet 1992  | 1999        | 28,5°E, puis orbite de rebut    |
| 5  | 1er janvier 1989 | Eutelsat II-F5  | Eutelsat     | 1880       | 16 Ku        | Ariane 44L V63  | 24 janvier 1994 | -           | Échec lanceur                   |
| 6  | 1er janvier 1990 | Türksat 1A      | Türk Telekom | 1783       | 16 Ku        | Ariane 44LP V63 | 24 janvier 1994 | -           | Échec lanceur                   |
| 7  | 1er janvier 1990 | Türksat 1B      | Türk Telekom | 1418       | 16 Ku        | Ariane 44LP V66 | 10 août 1994    | 2006        | 31°E, puis orbite de rebut      |
| 8  | 1er janvier 1990 | Hot Bird 1 (en) | Eutelsat     | 1800       | 16 Ku        | Ariane 44LP V71 | 28 mars 1995    | 1999        | 13°E, puis orbite de rebut      |
| 9  | -                | Türksat 1C      | Türk Telekom | 1743       | 22 Ku + 12 C | Ariane 44L V89  | 9 juillet 1996  | 1999        | 42°E, puis orbite de rebut      |
| 10 | -                | Nahuel-1A       | Nahuelsat    | 1700       | 18 Ku        | Ariane 44L V93  | 31 janvier 1997 | -           | Orbite de rebut depuis 2010     |
| 11 | -                | GE5             | GE Americom  | 1721       | 16 Ku        | Ariane 44L V113 | 28 octobre 1998 | -           | 79°W > ex Nahuel-1B > puis AMC5 |

## Spacebus 3000

### Spacebus 3000A
| N° | Contrat          | Satellite      | Client             | Masse (kg) | Charge utile | Lanceur         | Lancement        | Fin mission    | Commentaire                     |
| -- | ---------------- | -------------- | ------------------ | ---------- | ------------ | --------------- | ---------------- | -------------- | ------------------------------- |
| 1  | 17 avril 1993    | Arabsat-2A     | Arabsat            | 2500       | -            | Ariane 44L V89  | 9 juillet 1996   | <2007          | 26°E, puis orbite de rebut      |
| 2  | 17 avril 1993    | Arabsat-2B     | Arabsat            | 2500       | -            | Ariane 44L V92  | 13 novembre 1996 | -              | 30,5°E                          |
| 3  | 16 janvier 1995  | Thaicom 3 (en) | Shinawatra         | 2650       | 25 C + 14 Ku | Ariane 44LP V95 | 16 avril 1997    | 2 octobre 2006 | 78°E, puis orbite de rebut      |
| 4  | 1er octobre 1995 | Sinosat-1      | EuraSpace          | 2820       | 24C + 14Ku   | LM-3B           | 18 juillet 1998  | -              | 110,5°E renommé Xinnuo-1        |
| 5  | -                | Thaicom 5 (en) | Shin Satellite Ltd | 2766       | 25 C + 14 Ku | Ariane 5 ECA    | 27 mai 2006      | -              | 78,5°E - ex Thaicom 4, Agrani 2 |

### Spacebus 3000B2
| N° | Contrat          | Satellite         | Client     | Masse (kg) | Charge utile  | Lanceur         | Lancement         | Fin mission             | Commentaire                                               |
| -- | ---------------- | ----------------- | ---------- | ---------- | ------------- | --------------- | ----------------- | ----------------------- | --------------------------------------------------------- |
| 1  | 5 juillet 1995   | Sirius 2 (en)     | NSAB       | 2930       | 32 Ku         | Ariane 44L V102 | 12 novembre 1997  | 16/1/2009               | 4,8°E - puis Astra-5A à 31,5°E                            |
| 2  | 10 juillet 1995  | Eutelsat W2 (de)  | Eutelsat   | 2950       | 34 Ku         | Ariane 44L V111 | 5 octobre 1998    | -                       | 16°E - souffre d'un problème technique le 27 janvier 2010 |
| 3  | 7 novembre 1996  | Arabsat-3A        | Arabsat    | 2708       | 18Ku          | Ariane 44L V116 | 26 février 1999   | -                       | 26°E > Badr 3                                             |
| 4  | 10 juillet 1995  | Eutelsat 21A      | Eutelsat   | 3183       | -             | Atlas-2AS       | 12 avril 1999     | -                       | 21,5°E Ex Eutelsat W3                                     |
| 5  | 1er janvier 1997 | Hispasat 1C       | Hispasat   | 3113       | -             | Atlas-2AS       | 3 février 2000    | -                       | ex Eutelsat W6, 30°W                                      |
| 6  | 10 juillet 1995  | Eutelsat 36A      | Eutelsat   | 2950       | -             | Atlas-3A        | 24 mai 2000       | -                       | ex Eutelsat W4 (de), 36°E                                 |
| 7  | -                | Eutelsat 28A      | Eutelsat   | 3050       | 24 Ku         | Ariane 5 V140   | 8 mars 2001       | -                       | ex Eurobird 1, 28,5°E - Ex W1                             |
| 8  | -                | Eutelsat 8 West A | Eutelsat   | 3150       | 26 Ku         | Ariane 44P V144 | 25 septembre 2001 | -                       | ex Atlantic Bird 2, 8°W                                   |
| 9  | -                | Hispasat 1D       | Hispasat   | 3288       | 28 Ku         | Atlas-2AS       | 18 septembre 2002 | -                       | 30°W                                                      |
| 10 | -                | Eutelsat 70A      | Eutelsat   | 3170       | 24 Ku         | Delta IV        | 20 novembre 2002  | Service réduit en 2008. | ex Eutelsat W5 (de), 78,5°E                               |
| 11 | 4 septembre 2006 | SATCOMBw-2a       | Bundeswehr | 2560       | 5 UHF + 4 SHF | Ariane 5        | 1er octobre 2009  |                         | en orbite GTO                                             |
| 12 | 4 septembre 2006 | SATCOMBw-2b       | Bundeswehr | 2560       | 5 UHF + 4 SHF | Ariane 5        | 21 mai 2010       | -                       | -                                                         |

### Spacebus 3000B3
| N° | Contrat          | Satellite       | Client       | Masse (kg) | Charge utile       | Lanceur         | Lancement        | Fin mission | Commentaire           |
| -- | ---------------- | --------------- | ------------ | ---------- | ------------------ | --------------- | ---------------- | ----------- | --------------------- |
| 1  | -                | Eurasiasat-1    | Eurasiasat   | 3525       | 32 Ku              | Ariane 44P V137 | 10 janvier 2001  | -           | 42°E ex Türksat 2A    |
| 2  | -                | Atlantic Bird 3 | Stellat      | 4100       | 35 Ku + 10 C       | Ariane 5 ECA    | 5 juillet 2002   | -           | 5°W ex Stellat 5      |
| 3  | -                | Hot Bird 6      | Eutelsat     | 3905       | 28 Ku + 4 Ka       | Atlas V 401     | 21 août 2002     | -           | TVD 13°E              |
| 4  | -                | Stentor         | CNES         | 2080       | 6 Ku + 1 EHF       | Ariane 5        | 11 décembre 2002 | -           | Echec lanceur         |
| 5  | -                | AMC 9           | SES Americom | 4100       | 24C + 24 Ku        | Proton-K Briz-M | 6 juin 2003      | -           | 83°W ex GE 12         |
| 6  | 1er juillet 2003 | Hot Bird 7A     | Eutelsat     | 4100       | 38 Ku              | Ariane 5 ECA    | 11 mars 2006     | -           | TVD 13°E              |
| 7  | -                | Galaxy 17 (en)  | PanAmSat     | 4100       | 24 Ku + 24 C       | Ariane 5        | 5 mai 2007       | -           | 91°W                  |
| 8  | 1er juin 2003    | Star one C1     | Brazilsat    | 4100       | 28 C + 16 Ku + 1X  | Ariane 5        | 14 novembre 2007 | -           | 65°W =Simon Bolivar 1 |
| 9  | 4 janvier 2005   | Star one C2     | Brazilsat    | 4100       | 28 C + 16 Ku + 1 X | Ariane 5        | 18 avril 2008    | -           | 70°W =Simon Bolivar 2 |

### Spacebus 3000B3S
| N° | Contrat          | Satellite | Client    | Masse (kg) | Charge utile | Lanceur | Lancement        | Fin mission | Commentaire   |
| -- | ---------------- | --------- | --------- | ---------- | ------------ | ------- | ---------------- | ----------- | ------------- |
| 1  | 1er janvier 1997 | Astra-1K  | SES Astra | 5250       | 52Ku + 3Ka   | Proton  | 25 novembre 2002 | -           | Échec lanceur |

## Spacebus 4000

### Spacebus 4000B2
| N° | Contrat           | Satellite     | Client                                          | Masse (kg) | Charge utile                   | Lanceur  | Lancement               | Fin mission | Commentaire                       |
| -- | ----------------- | ------------- | ----------------------------------------------- | ---------- | ------------------------------ | -------- | ----------------------- | ----------- | --------------------------------- |
| 1  | 23 février 2006   | Türksat 3A    | Turksat AS                                      | 3 250      | 24 Ku                          | Ariane 5 | 12 juin 2008            | -           | 42°E                              |
| 2  | 24 avril 2007     | Thor 6        | Telenor                                         | 3 050      | 36 Ku                          | Ariane 5 | 29 octobre 2009         | -           | 1°W                               |
| 3  | 3 juin 2008       | Nilesat-201   | Nilesat                                         | 3 200      | 24 Ku + 4 Ka                   | Ariane 5 | 4 août 2010             | -           | 7°W                               |
| 4  | 10 février 2010   | Athena-Fidus  | CNES-ASI                                        | 3 080      | Ka et EHF                      | Ariane 5 | 6 février 2014          | -           | Livré à Kourou le 9 décembre 2013 |
| 5  | 7 mai 2010        | Sicral-2      | Ministère de la Défense (Italie) et DGA, France | 3 000      | UHF et SHF                     | Ariane 5 | 26 avril 2015 20h01 GMT | -           | 37°E                              |
| 6  | 2 mai 2014        | Koreasat 5A   | KTSAT                                           | 3 500      | 32 Ku                          | Falcon 9 | 2017                    | -           | 113°E                             |
| 7  | 2 mai 2014        | Koreasat 7    | KTSAT                                           | 3 500      | 32 Ku + 3 Ka                   | Ariane 5 | 5 mai 2017              | -           | 116°E                             |
| 8  | 22 juillet 2014   | Telkom-3S     | Telkom Indonesia                                | 3 500      | 32 C + 8 Ku                    | Ariane 5 | 14 février 2017         | -           | 118°E                             |
| 9  | 11 novembre 2015  | Bangabandhu-1 | BTRC                                            | 3 500      | 16 C + 24 Ku                   | Falcon 9 | 11 mai 2018             | -           | 119°E                             |
| 9  | 12 septembre 2022 | Koreasat 6A   | KTSAT                                           | 3 500      | 20 Ku-band FSS + 6 Ku-band BSS | Falcon 9 | 2024                    | -           | 116°E                             |

### Spacebus 4000B3
| N° | Contrat          | Satellite     | Client         | Masse (kg) | Charge utile | Lanceur  | Lancement        | Fin mission | Commentaire |
| -- | ---------------- | ------------- | -------------- | ---------- | ------------ | -------- | ---------------- | ----------- | ----------- |
| 1  | -                | Syracuse 3A   | DGA            | 3725       | SHF + EHF    | Ariane 5 | 13 octobre 2005  | -           | 47°E        |
| 2  | -                | Syracuse 3B   | DGA            | 3725       | SHF + EHF    | Ariane 5 | 10 août 2006     | -           | 5,2°W       |
| 3  | -                | Rascom-QAF1   | RascomStar-QAF | 3200       | 8C + 12Ku    | Ariane 5 | 21 décembre 2007 | -           | 2,85°E      |
| 4  | 29 juin 2007     | Palapa-D      | PT Indosat Tbk | 4100       | 24+11C + 5Ku | LM-3B    | 31 août 2009     | -           | 113°E       |
| 5  | 9 septembre 2008 | Rascom-QAF1-R | RascomStar-QAF | 3050       | 24C + 24Ku   | Ariane 5 | 4 août 2010      | -           | 2,9°E       |

### Spacebus 4000C1
| N° | Contrat | Satellite  | Client        | Masse (kg) | Charge utile | Lanceur   | Lancement    | Fin mission | Commentaire |
| -- | ------- | ---------- | ------------- | ---------- | ------------ | --------- | ------------ | ----------- | ----------- |
| 1  | -       | Koreasat-5 | Korea Telecom | 4465       | -            | Zenit 3SL | 22 août 2006 | -           | 113°E       |

### Spacebus 4000C2
| N° | Contrat           | Satellite                | Client                                     | Masse (kg) | Charge utile | Lanceur  | Lancement        | Fin mission | Commentaire                                                      |
| -- | ----------------- | ------------------------ | ------------------------------------------ | ---------- | ------------ | -------- | ---------------- | ----------- | ---------------------------------------------------------------- |
| 1  | -                 | APStar-VI (en)           | APT Satellite Company Ltd                  | 4680       | 38C + 12Ku   | CZ-3B    | 12 avril 2005    | -           | 134°E - ex APStar 5B                                             |
| 2  | 11 juin 2004      | Chinasat 9               | Chinasat                                   | 4500       | 22 Ku        | CZ-3B    | 9 juin 2008      | -           | 92°E - Zhongxing 9, ZX 9                                         |
| 3  | 6 décembre 2005   | Chinasat 6B              | ChinaSatcom                                | 4600       | 38 C         | CZ-3B    | 5 juillet 2007   | -           | 115.5°E                                                          |
| 4  | 29 septembre 2009 | Apstar 7                 | APT Satellite Company Ltd                  | 4680       | 28 C + 28 Ku | CZ-3B    | 31 mars 2012     | -           | 76,5° Est                                                        |
| 5  | 30 avril 2010     | Chinasat 12              | APT Satellite Company Ltd                  | 4000       | 28 C + 23 Ku | CZ-3B    | 27 novembre 2012 | -           | 76,5° Est, ex Apstar 7B                                          |
| 6  | 23 novembre 2011  | TurkmenAlem52E/MonacoSAT | Space Systems International - Monaco (SSI) | 4500       | 27 Ku        | Falcon 9 | 27 avril 2015    | -           | Livré à la base de lancement de Cap Canaveral le 26 février 2015 |

### Spacebus 4000C3
| N° | Contrat         | Satellite         | Client       | Masse (kg) | Charge utile | Lanceur         | Lancement        | Fin mission | Commentaire |
| -- | --------------- | ----------------- | ------------ | ---------- | ------------ | --------------- | ---------------- | ----------- | --- |
| 1  | -               | AMC 12            | SES Americom | 4979       | 72 C         | Proton-M Briz-M | 3 février 2005   | -           | 37,5°W ex GE1i, Astra 4A, Star One C1, devenu Worldsat-2 |
| 2  | -               | AMC 23            | SES Americom | 4981       | 18C + 20 Ku  | Proton-M Briz-M | 29 décembre 2005 | -           | 172,0°E ex GE 2i, Worldsat-3 |
| 3  | 26 février 2008 | Eutelsat W3B      | Eutelsat     | 5600       | 4 Ka + 57 Ku | Ariane 5        | 28 octobre 2010  |             | lancé en GTO, mais perdu lors des premières manœuvres, devenant un gros débris spatial sur cette orbite avec un apogée à 35 907 km et un périgée à 249,2 km où il devrait rester une vingtaine d'années |
| 4  | 5 février 2009  | Yamal-402         | Gazprom      | 5700       | 46 Ku        | Proton-M Briz-M | 8 décembre 2012  | -           | L’étage Briz n'ayant pas fonctionné correctement, s'étant arrêté 4 min plus tôt que prévu, l'orbite GTO, est non parfaite,. Les équipes de Thales Alenia Space vont réussir à remettre sur son orbite depuis son centre de contrôle et mise à poste de satellites de Cannes ; le satellite entre en fonction le 8 janvier 2013 à la position 55°E |
| 5  | 12 mars 2009    | Eutelsat 16A (de) | Eutelsat     | 5600       | 3 Ka + 53 Ku | LM-3B           | 7 octobre 2011   | -           | ex Eutelsat W3C, 15°E |
| 6  | 9 juin 2010     | Eutelsat 21B      | Eutelsat     | 5000       | 40 Ku        | Ariane 5        | 10 novembre 2012 | -           | 21,5°E, ex Eutelsat W6A |
| 7  | 3 décembre 2010 | Eutelsat 3D (en)  | Eutelsat     | 5600       | 4 Ka + 56 Ku | Proton          | 14 mai 2013      | -           | 3°E, |

### Spacebus 4000C4
| N° | Contrat            | Satellite                                   | Client                 | Masse (kg) | Charge utile         | Lanceur  | Lancement        | Fin mission | Commentaire |
| -- | ------------------ | ------------------------------------------- | ---------------------- | ---------- | -------------------- | -------- | ---------------- | ----------- | ----------- |
| 1  | 1er mars 2006      | Ciel-2                                      | Ciel Satellite (en)    | 5592       | 32 Ku                | Proton-M | 11 décembre 2008 | -           | 129°W       |
| 2  | 1er septembre 2006 | Eutelsat W2A                                | Eutelsat               | 5900       | 46Ku + 10C + S       | Proton-M | 3 avril 2009     | -           | 10°E        |
| 3  | 21 décembre 2006   | Eutelsat W7                                 | Eutelsat               | 5600       | 70 Ku                | Proton-M | 24 novembre 2009 | -           | 36°E        |
| 4  | 11 octobre 2012    | Eutelsat 8 West B                           | Eutelsat               | 5600       | 10 C + 40 Ku         | Ariane 5 | 20 août 2015     | -           | 8°W,        |
| 5  | 12 décembre 2013   | SGDC                                        | Telebras (Brésil)      | 5800       | 50 Ka + 7 X          | Ariane 5 | 5 mai 2017       | -           | 75°W        |
| 6  | 22 janvier 2014    | Yamal-601                                   | Gazprom (Russie)       | >5000      | 18 C + 19 Ku + 26 Ka | Proton   | 30 mai 2019      | -           | 49°E        |
| 7  | 5 juin 2014        | Inmarsat S – Europasat / Hellas-Sat 3 (IEH) | Inmarsat et Hellas-Sat | 5900       | 45 Ku et Ka +        | Falcon 9 | 2017             |             | 39°E        |